# Stenomacrus
Stenomacrus is een geslacht van insecten uit de orde vliesvleugeligen (Hymenoptera) en de familie Ichneumonidae.

## Soorten
- S. affinator Aubert, 1981
- S. anceps Szepligeti, 1898
- S. atratus (Holmgren, 1858)
- S. binotatus (Holmgren, 1858)
- S. bispinus (Holmgren, 1858)
- S. brevicubitus Kolarov, 1986
- S. carbonariae Roman, 1939
- S. caudatus (Holmgren, 1858)
- S. celer (Holmgren, 1858)
- S. cephalotes (Holmgren, 1858)
- S. cognatus (Holmgren, 1858)
- S. cubiceps (Thomson, 1897)
- S. curvicaudatus (Brischke, 1871)
- S. curvulus (Thomson, 1897)
- S. deletus (Thomson, 1897)
- S. exserens (Thomson, 1898)
- S. exsertor Aubert, 1981
- S. flaviceps (Gravenhorst, 1829)
- S. groenlandicus Jussila, 1996
- S. hastatus (Holmgren, 1858)
- S. hilaris (Holmgren, 1883)
- S. holmgreni (Kirchner, 1867)
- S. incisus (Gravenhorst, 1829)
- S. inferior Aubert, 1981
- S. innotatus (Thomson, 1897)
- S. laminatus Szepligeti, 1898
- S. laricis (Haliday, 1839)
- S. laticollis (Holmgren, 1883)
- S. merula (Gravenhorst, 1829)
- S. meijeri (Woelke, 2020)
- S. minutissimus (Zetterstedt, 1838)
- S. minutor Aubert, 1981
- S. molestus (Holmgren, 1858)
- S. nemoralis (Holmgren, 1858)
- S. ochripes (Holmgren, 1858)
- S. palustris (Holmgren, 1858)
- S. pallipes (Holmgren, 1858)
- S. pedestris (Holmgren, 1869)
- S. pexatus (Holmgren, 1858)
- S. pusillator Aubert, 1981
- S. pygmaeus Horstmann & Yu, 1999
- S. rivosus (Holmgren, 1883)
- S. silvaticus (Holmgren, 1858)
- S. solitarius (Holmgren, 1883)
- S. superus (Thomson, 1897)
- S. terrestris Roman, 1926
- S. tuberculatus Kolarov, 1986
- S. ungula (Thomson, 1897)
- S. vafer (Holmgren, 1858)
- S. validicornis (Boheman, 1866)
- S. varius (Holmgren, 1858)
- S. vitripennis (Holmgren, 1858)
- S. zaykovi Kolarov, 1986